# Villaverde-Mogina
Villaverde-Mogina es un municipio de España, en la provincia de Burgos, comunidad autónoma de Castilla y León. Tiene un área de 13,55 km² con una población de 97 habitantes (INE 2007) y una densidad de 7,16 hab/km².

## Geografía
Integrado en la comarca de Odra-Pisuerga, se sitúa a 43 kilómetros de la capital provincial. El término municipal está atravesado por la Autovía de Castilla A-62 en el pK 40. 
El relieve del municipio se caracteriza por la típica llanura castellana, con algunos páramos más elevados y el río Arlanzón que discurre por el norte de la localidad. La altitud del municipio oscila entre los 910 metros en un páramo al sur y los 767 metros a orillas del río Arlanzón. El pueblo se alza a 781 metros sobre el nivel del mar. 
| Noroeste: Revilla Vallejera y Los Balbases | Norte: Los Balbases       | Noreste: Belbimbre             |
| Oeste: Villodrigo (Palencia)               |                           | Este: Belbimbre                |
| Suroeste: Villodrigo (Palencia)            | Sur: Valles de Palenzuela | Sureste: Santa María del Campo |

## Demografía
Villaverde Mogina cuenta con una población de 75 habitantes (INE 2024).
| Gráfica de evolución demográfica de Villaverde Mogina entre 1842 y 2021 |
| |
| Población de derecho según los censos de población del INE. Población de hecho según los censos de población del INE.En este censo se denominaba Villaverde de Mongina: 1842. En estos censos se denominaba Villaverde Monjina: 1857 y 1860. |

| 1991 | 1996 | 2001 | 2007 | 2011 |
| ---- | ---- | ---- | ---- | ---- |
| 156  | 139  | 111  | 97   | 82   |

## Patrimonio
Casa-palacio de los Barona o Barahona.
Iglesia románica de San Adrián y Santa Natalia

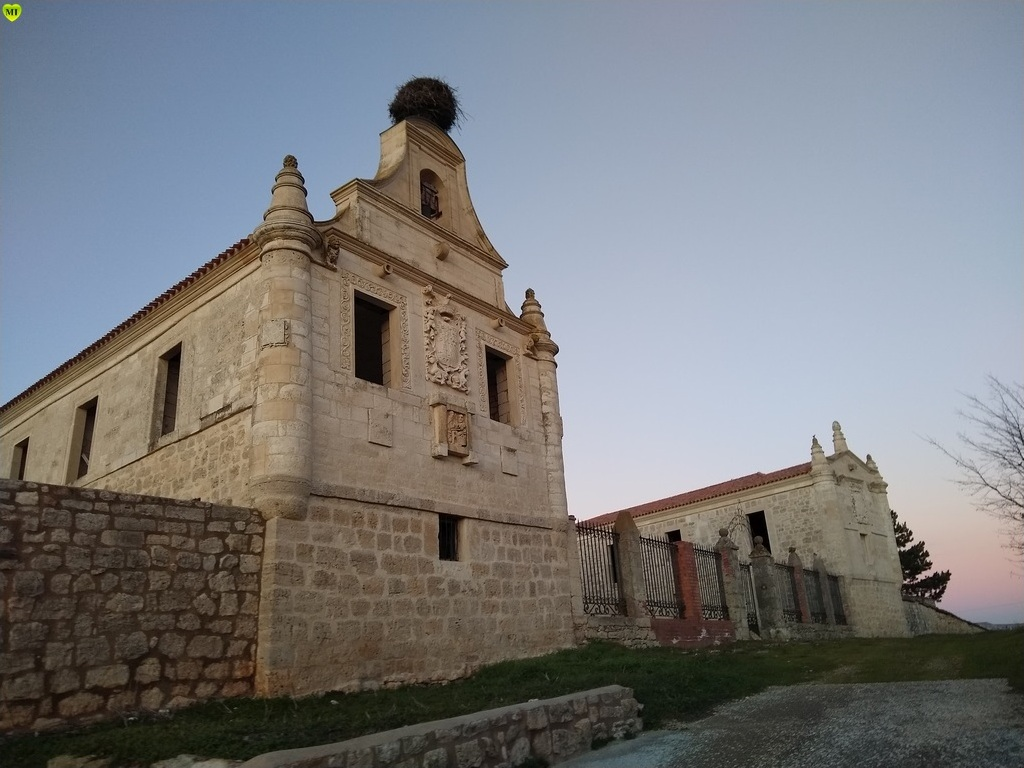
Casa-palacio de los Barona
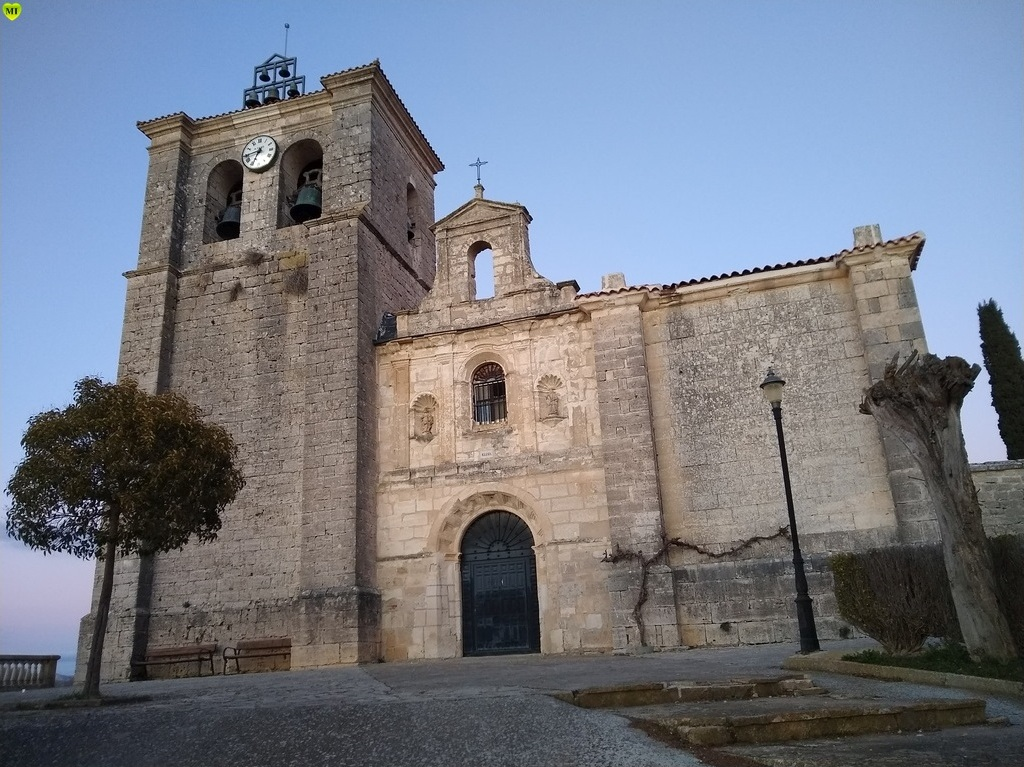
Iglesia de San Adrián y Santa Natalia
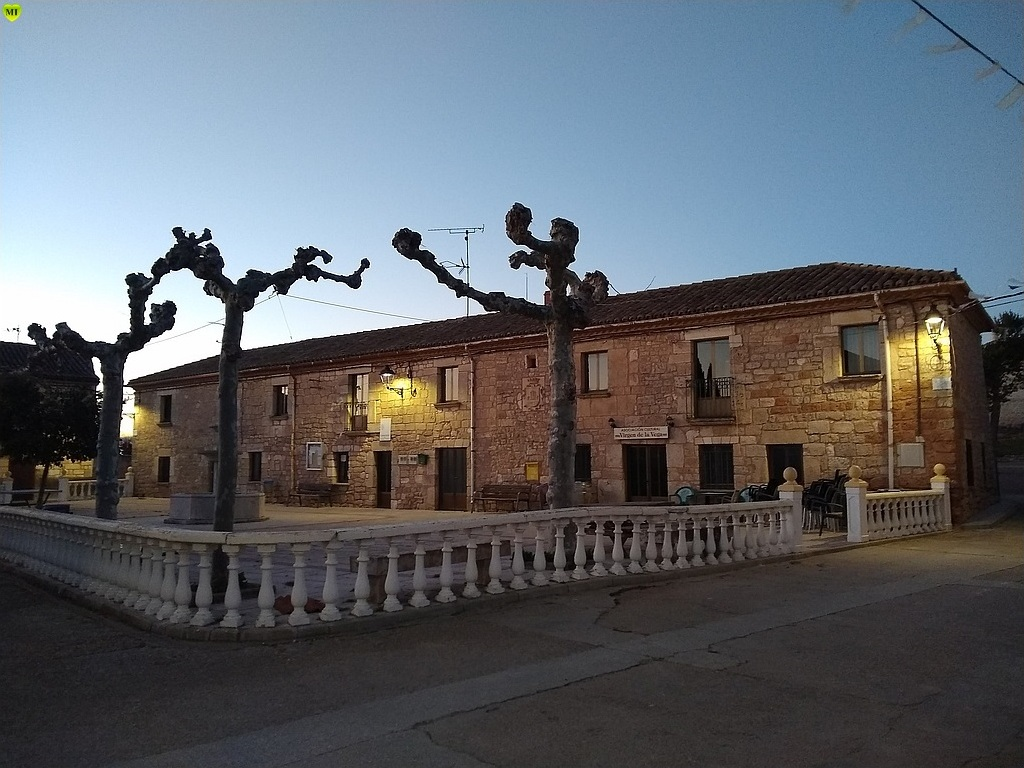
Ayuntamiento
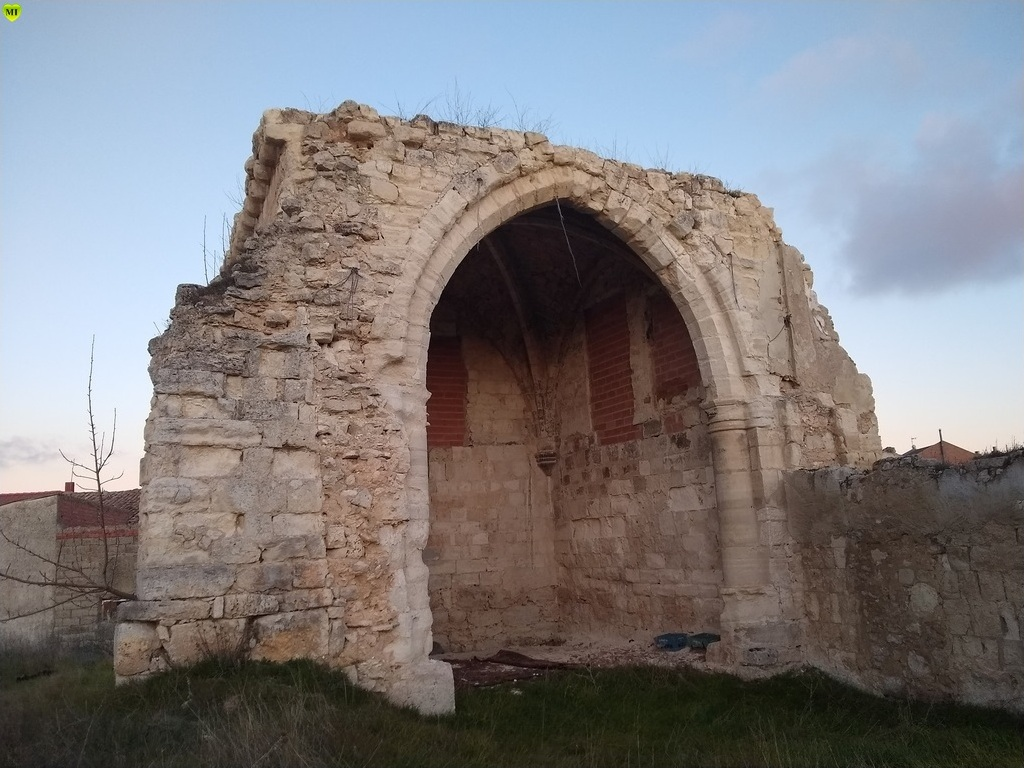
Restos de la iglesia

## Cultura

### Fiestas
San Adrián y Santa Natalia, 16 de junio.
Romería a la Virgen de la Vega. Tercer fin de semana de septiembre.